# Maurice Dufrasnestadion
Het Maurice Dufrasnestadion (Frans: Stade Maurice Dufrasne) is een voetbalstadion in de Belgische stad Luik en het thuisstadion van Belgische topclub Standard Luik. Het is genoemd naar Maurice Dufrasne, de vijfde voorzitter van de club, van 1909 tot 1931. De officieuze naam Sclessin wordt vaker gebruikt. Deze is ontleend aan de wijk waarin het stadion ligt.

## Geschiedenis
Het eerste stadion voor Standard Luik werd in 1909 in gebruik genomen. In 1925 werd de capaciteit van het stadion uitgebreid tot 20.000 plaatsen. In 1940 werd een grote staantribune in beton met 10.000 plaatsen opgetrokken. De grootste capaciteit werd bereikt in 1973 met 43.000 plaatsen. In 1985, 1992 en 1995 vonden grootscheepse renovaties plaats, waarbij drie nieuwe tribunes werden gebouwd.
Om Euro 2000 te kunnen ontvangen werd het stadion in 1999 opnieuw onder handen genomen en omgevormd tot een voetbaltempel met ongeveer 30.000 zitplaatsen.
In 2006 kreeg het stadion een nieuw veld met veldverwarming dat meer dan een miljoen euro kostte. Standard is erom bekend dat het supporters uit de vier hoeken van België heeft, ondanks de taalgrens en verschillende dialecten binnen de taalgroepen.
De supporters van Luik zijn bekend door hun vurigheid, wat Luik de bijnaam van "Vurige Stede" opleverde. De supporters bestaan uit vier groepen: de « Kop Rouche » (in tribune 2), de belangrijkste groep van supporters; de « Hell-Side 81 » (in tribune 3), die het meest de Angelsaksische fans benaderen; de « Ultras Inferno 96 » (in tribune 3), met het Romeinse karakter; en de « Publik Hysterik (PHK 04)» (tribune 4).
In december 2009 kondigde Standard zijn plannen aan om de capaciteit van het stadion te vergroten naar 50.000 zitplaatsen, waaronder 4000 VIP-plaatsen. Dit is gedeeltelijk om te kunnen rivaliseren met de grote Europese ploegen, maar ook om de wereldbeker 2018 of 2022 te kunnen organiseren samen met Nederland, zoals in 2000 het Europees Kampioenschap. Het stadion staat zo gecatalogeerd met 4 tot 5 UEFA-sterren. Uiteindelijk werd de plannen afgeblazen, nadat duidelijk werd dat de wereldbeker 2018 of 2022 niet naar België zou komen.
Sinds 28 april 2025 is het stadion via de zuidoostelijke terminus van een Luikse tramlijn direct ten noorden van het stadion terug vlotter met openbaar vervoer bereikbaar vanuit het centrum van Luik.

## Trivia
Sclessin was het begin- en eindpunt van de wielerkoers Sclessin-Marche-Sclessin, die in 1922 werd gehouden en door de Luikenaar Albert Jordens werd gewonnen.
In mei 2005, na de competitie, werd begonnen aan de aanleg van een nieuwe grasmat. Standard Luik bleek echter nog een beslissingswedstrijd voor deelname aan de UEFA-cup te moeten spelen. Om de al aangerichte schade te herstellen moest de club zes ton nieuwe graszoden laten aanrukken.

### EK interlands
| № | Datum        | Wedstrijd               | Uitslag | Competitie               | Toeschouwers |
| - | ------------ | ----------------------- | ------- | ------------------------ | ------------ |
| 1 | 17 juni 1972 | Hongarije – België      | 1 – 2   | EK 1972 - Troostfinale   | 6.184        |
| 2 | 12 juni 2000 | Duitsland – Roemenië    | 1 – 1   | EK 2000 - Groepsfase (A) | 25.000       |
| 3 | 18 juni 2000 | Noorwegen – Joegoslavië | 0 – 1   | EK 2000 - Groepsfase (C) | 24.000       |
| 4 | 21 juni 2000 | Denemarken – Tsjechië   | 0 – 2   | EK 2000 - Groepsfase (D) | 25.000       |

AFAS-stadion Achter de Kazerne (KV Mechelen) ·
Bosuilstadion (Antwerp FC) ·
Cegeka Arena (KRC Genk) ·
Edmond Machtensstadion (RWDM) ·
Ghelamco Arena (KAA Gent) ·
Guldensporenstadion (KV Kortrijk) ·
Jan Breydelstadion (Cercle Brugge · Club Brugge) ·
Olympisch stadion (Beerschot VA) ·
Florent Beeckmanstadion (FC Dender) ·
King Power at Den Dreef Stadion (OH Leuven) ·
't Kuipje (KVC Westerlo) ·
Lotto Park (RSC Anderlecht) ·
Maurice Dufrasnestadion (Standard Luik) ·
Stade du Pays de Charleroi (Sporting Charleroi) ·
Stayen (STVV)